# Nikolai van Gilse van der Pals

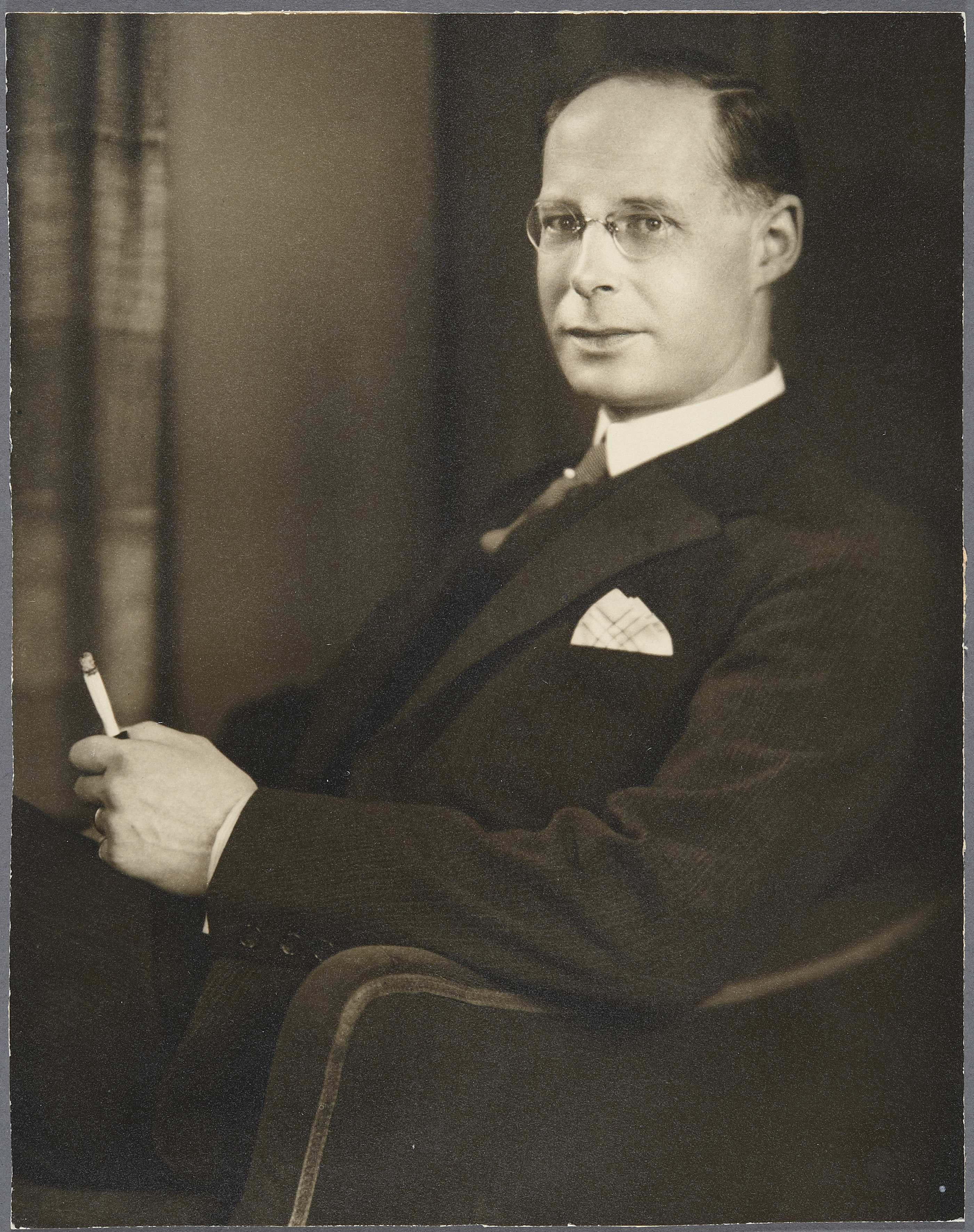
Van der Pals in den 1940en Jahren

Nikolai Ferdinand van Gilse van der Pals (* 20. Mai 1891 in Sankt Petersburg; † 22. April 1969 Porvoo), auch Nikolaj, Nikolaus, Nicolas, war ein Petersburger Musikwissenschaftler und Dirigent. Er verfasste Biographien von Pjotr Iljitsch Tschaikowski und Nikolai Rimski-Korsakow.

## Herkunft und Geschwister
Sein Vater Hendrik van Gilse van der Pals war holländischer Konsul und Gummifabrikant in Sankt Petersburg, dessen Vorfahren aus den niederländischen Adelsgeschlechtern van Gilse und van der Pals in Rotterdam stammten. Sein älterer Bruder Leopold van der Pals (1884–1966) war Komponist in Berlin und der Schweiz und komponierte vor allem für Rudolf Steiner. Der zweite Bruder Max van Gilse van der Pals (1885–1966) wurde Landwirt und Baron in Finnland, heiratete Sara Stjernvall, Tochter des russischen Eisenbahnministers Knut Stjernvall (Nikolai-Bahn), und zog auf das Gut Laakspohja.

## Kindheit und Werdegang
Nikolai van der Pals wuchs in der großbürgerlichen Umgebung seines Elternhauses auf und hatte schon früh Gelegenheit, an der Musikszene Petersburgs zu partizipieren. Er begegnete u. a. Gustav Mahler und Alexander Glasunow. In seinem Elternhaus fanden Konzertabende statt mit Auftritten des Komponisten Anton Arenski und des Pianisten und Dirigenten Willem Mengelberg. 